# Campidoglio (Helena)
Il Campidoglio di Helena (in inglese Montana State Capitol) è la sede governativa dello Stato del Montana, negli Stati Uniti d'America.
Fu costruito tra 1899 e 1902 in stile neoclassico.